# 靈恩
靈恩是挪威特罗姆斯郡的市镇，行政中心为靈塞德村。市镇面积为813平方公里，2023年时人口数量为2,714人，人口密度为3.4人每平方公里。

## 历史
靈恩教区在1838年1月1日成立为一个市镇。1867年1月1日卡爾綏市镇的南部划归靈恩市镇。